# 謝克列塔爾卡
48°2′51″N 30°31′23″E / 48.04750°N 30.52306°E
謝克列塔爾卡（烏克蘭語：Секретарка）是位於烏克蘭南部尼古拉耶夫州裏五一城區的村莊，面積5.24平方公里，海拔高度105米，2001年人口1,422，人口密度每平方公里271.6人。